# Appareil photographique compact

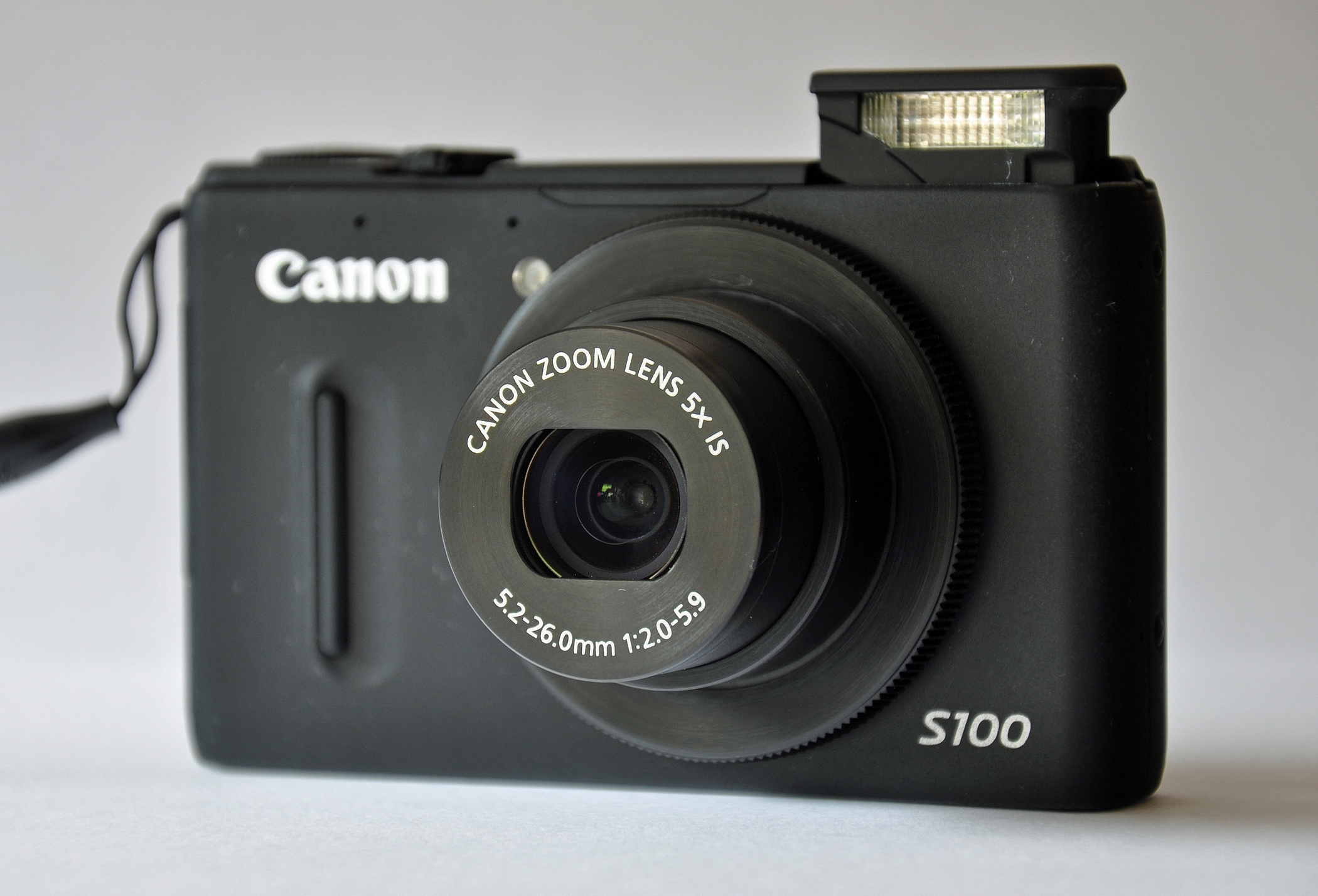
Un appareil photographique compact.

Un appareil photographique compact est un appareil photographique de petite taille et léger, le plus souvent totalement automatisé, et dont la visée se fait généralement sur un écran à cristaux liquides.
Face au développement des appareils se sont beaucoup perfectionnés dans les années 2010, et ils se divisent en plusieurs catégories (ludique, antichoc, gros zoom et expert). Les modèles destinés au grand public disposent de modes intelligents performants, adaptés aux personnes souhaitant un appareil simple sans se soucier de la technique — ouverture, temps de pose, sensibilité.
Au début des années 2020, les smartphones ayant tellement progressé, seuls les modèles experts et les modèles à fort zoom optique permettent à cette catégorie d'appareils photo de subsister avec un volume de vente fortement réduit.

## Argentique
Le premier véritable appareil compact est apparu en 1925 avec le format 24 × 36 mm, c'était le premier Leica. En 1936, l'Argus modèle A est le premier appareil 35 mm bon marché et simple d'utilisation.
En 1960, sort le Polaroid 900, qui est équipé du procédé de photographie à développement instantané. Six ans plus tard, le Rollei 35 était le premier appareil compact moderne pouvant rentrer dans une poche grâce à ses dimensions de 97 × 60 × 32 mm et son poids de 370 grammes. Ce type d'appareil se démocratisera vraiment pendant les trente Glorieuses.
Dès la fin des années 1970, l'arrivée de l'autofocus permet une utilisation simplifiée des compacts, qui deviendront très courants chez les amateurs à la fin du XXe siècle.
Cependant dans les années 2000, l’argentique disparaît progressivement au profit du numérique. Seul l'appareil photographique jetable subsiste du fait de son faible coût. Quelques marques subsistent ou bien ressuscitent du fait de leur originalité, de leur qualité. On distingue trois marques :
- Leica et ses appareils photo haut de gamme jouant sur la personnalisation et un matériel de précision,
- Polaroid et ses appareils à photos instantanés,
- Lomography et leurs différents appareils photographiques originaux utilisant des formats et des techniques différentes et notamment la réutilisation de vieux modèles d’ex-URSS.

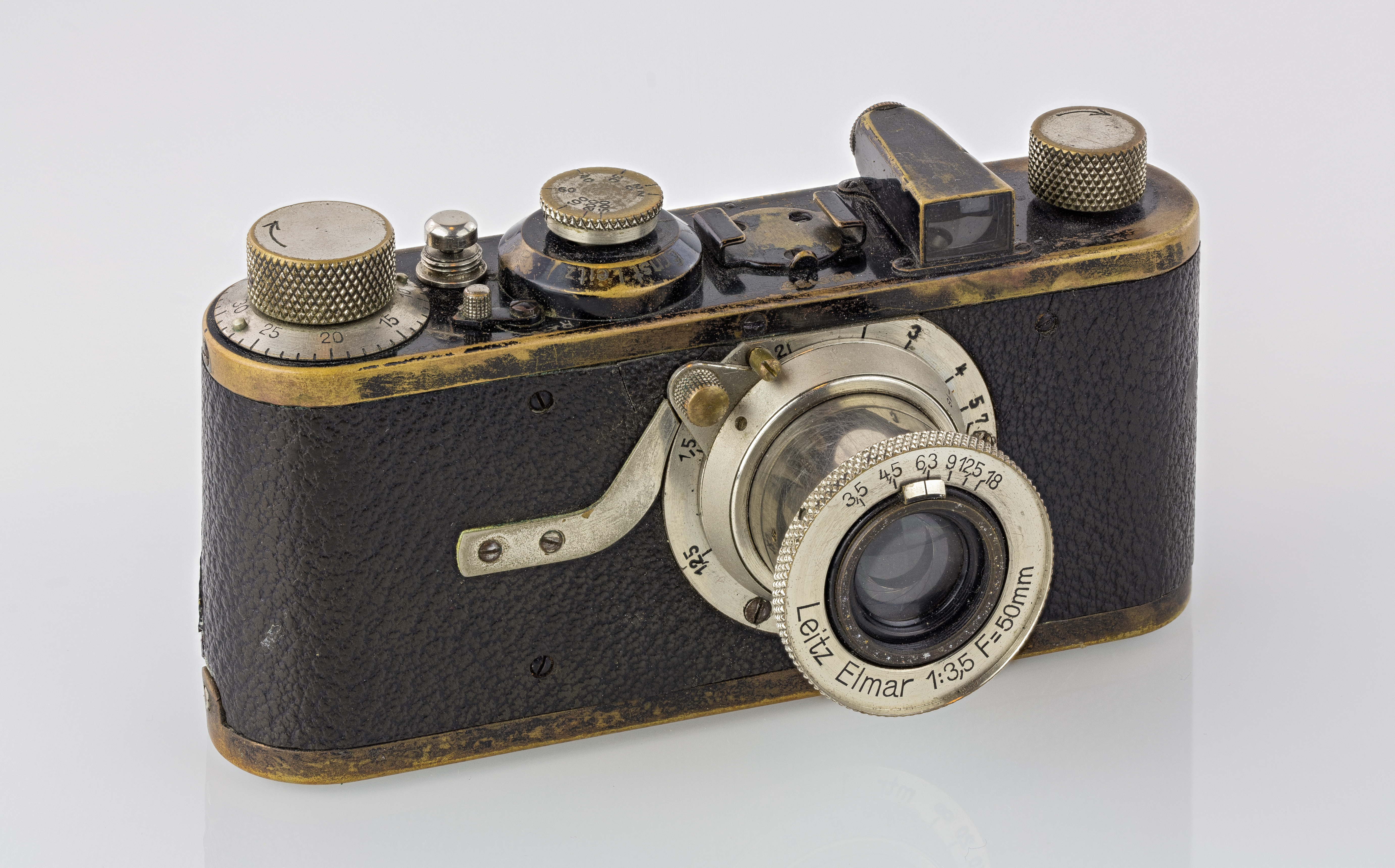
Le Leica I
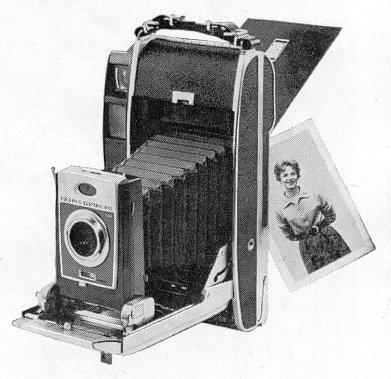
Le Polaroid 900
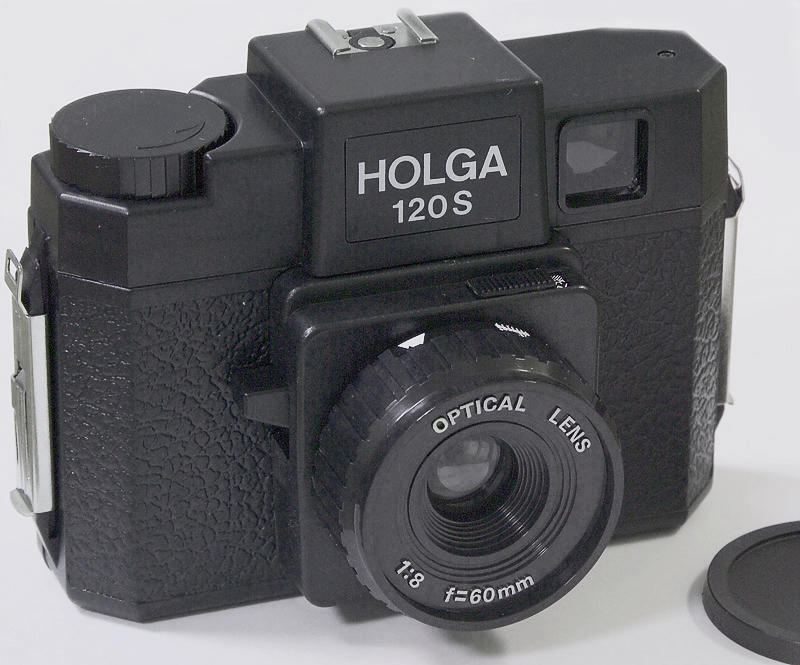
Un Lomography Holga 120 S
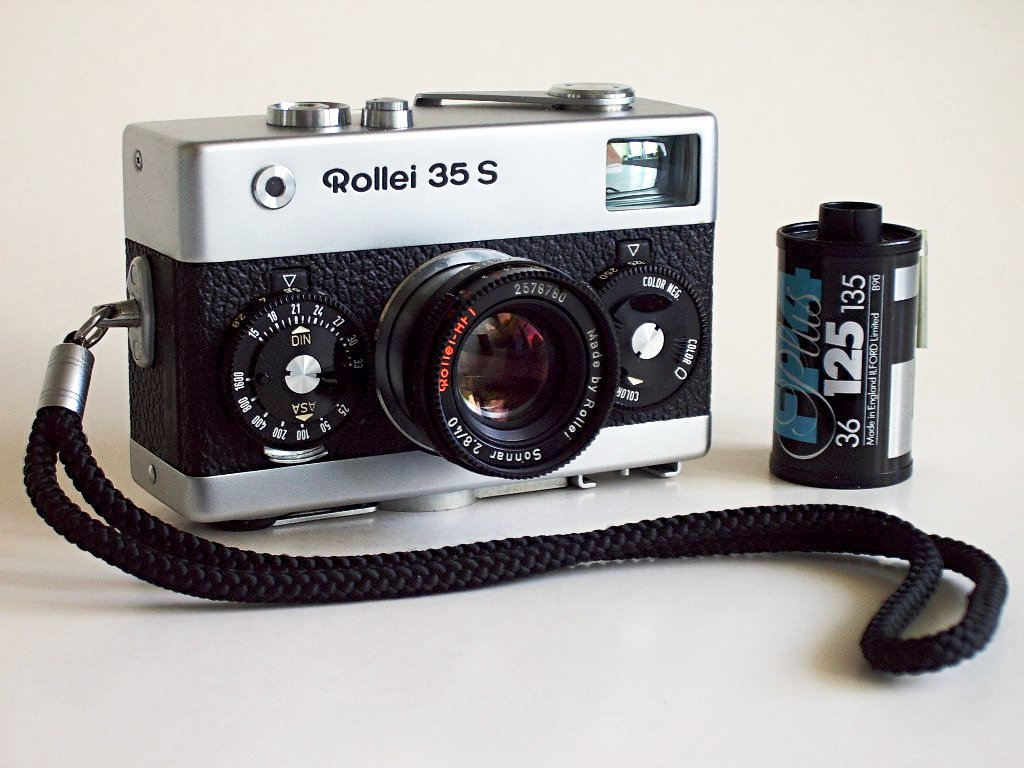
Le Rollei 35
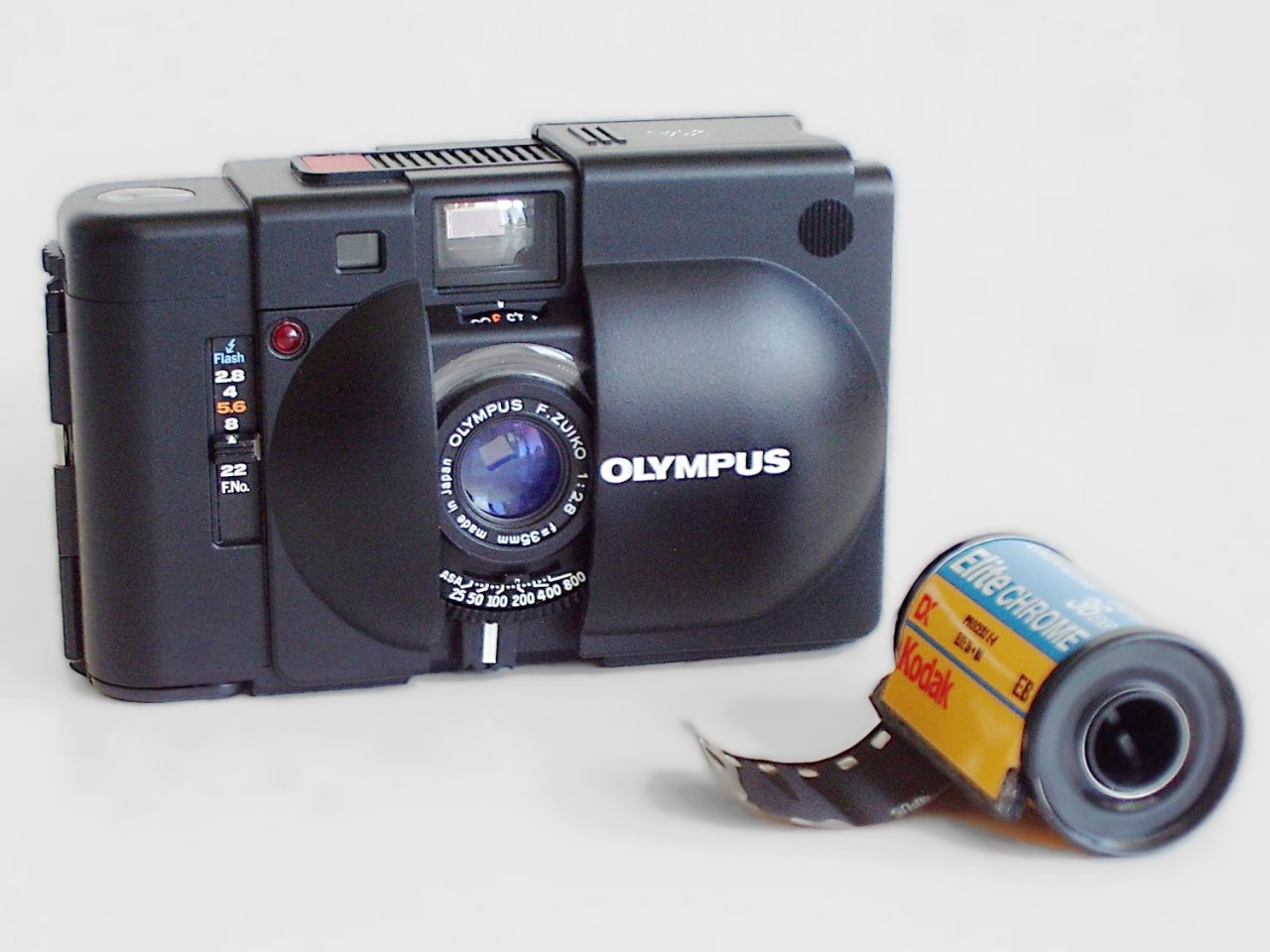
Un compact des années 1980 destiné au grand public

### Types de films
La plupart des films qui équipaient les compacts dans les années 1980 étaient des pellicules 35 mm. Le 35 mm était considéré comme un format « professionnel », à cause de la difficulté relative à la charge et le rembobinage des pellicules aux formats de base comme le 110 ou le film disque. Les principales innovations qui ont été apportées aux compacts 35 mm étaient le chargement du film et le rembobinage automatiques. Ce système était légèrement populaire dans les années 1990. Le Format 126 a également été populaire pendant les années 1970.

### Appareil photographique prêt-à-photographier

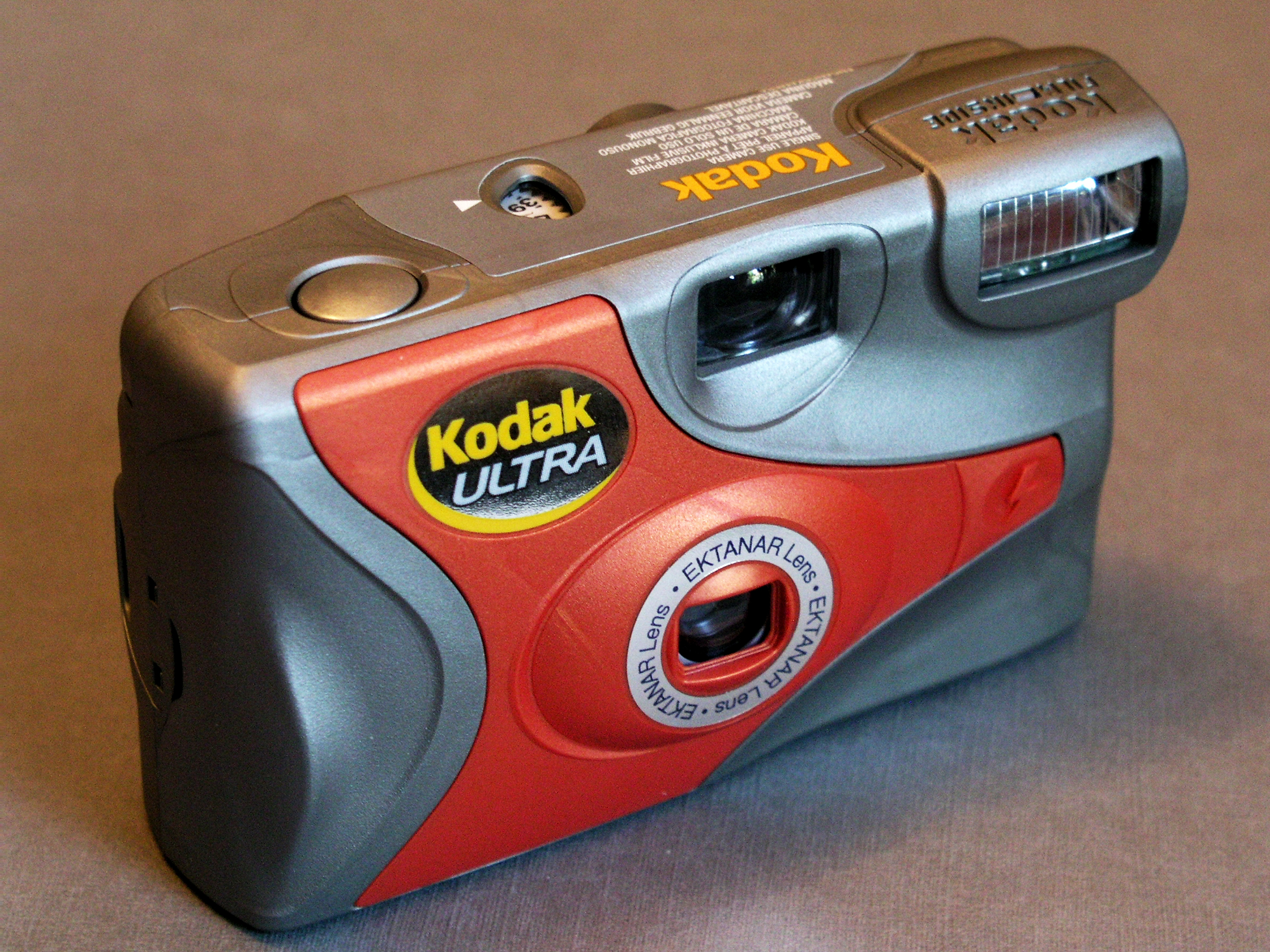
Un appareil photo jetable Kodak.

On a vu apparaître dans les années 1980 des appareils photographiques en matière plastique vendus avec un film déjà chargé à l'intérieur, appelés d'abord jetables, puis rapidement renommés en prêt-à-photographier (ou PàP), car la notion de jetable était devenue dévalorisante.
L'existence de ces appareils a été permise par l'apparition de films négatifs à très grande latitude de pose et grande finesse capable de donner des images avec un minimum de réglages.
Ces appareils sont munis d'un obturateur et d'un diaphragme, un simple trou dans une plaque de tôle, qui donne une vitesse de prise de vue d'environ 1/100e de seconde.
L'objectif est une simple lentille en plastique.
Le film est en général pré-chargé, c'est-à-dire qu'il est entièrement déroulé dans l'appareil et que les manœuvres d'armement et de défilement du film rentrent celui-ci dans sa cartouche. Ainsi, en cas d'ouverture accidentelle les vues prises sont épargnées.
Ces appareils se sont montrés remarquablement solides, ce qui fait qu'ils pouvaient être réutilisés après recyclage.
À l'origine les pellicules étaient du 200 ISO, puis souvent 400 ISO.
Très vite l'impossibilité de faire des photos en intérieur a amené les constructeurs à proposer des appareils à flash.
On a également fabriqué des appareils panoramiques (qui coupaient simplement la photo en hauteur) et des appareils étanches pour prises de vue pendant la baignade.

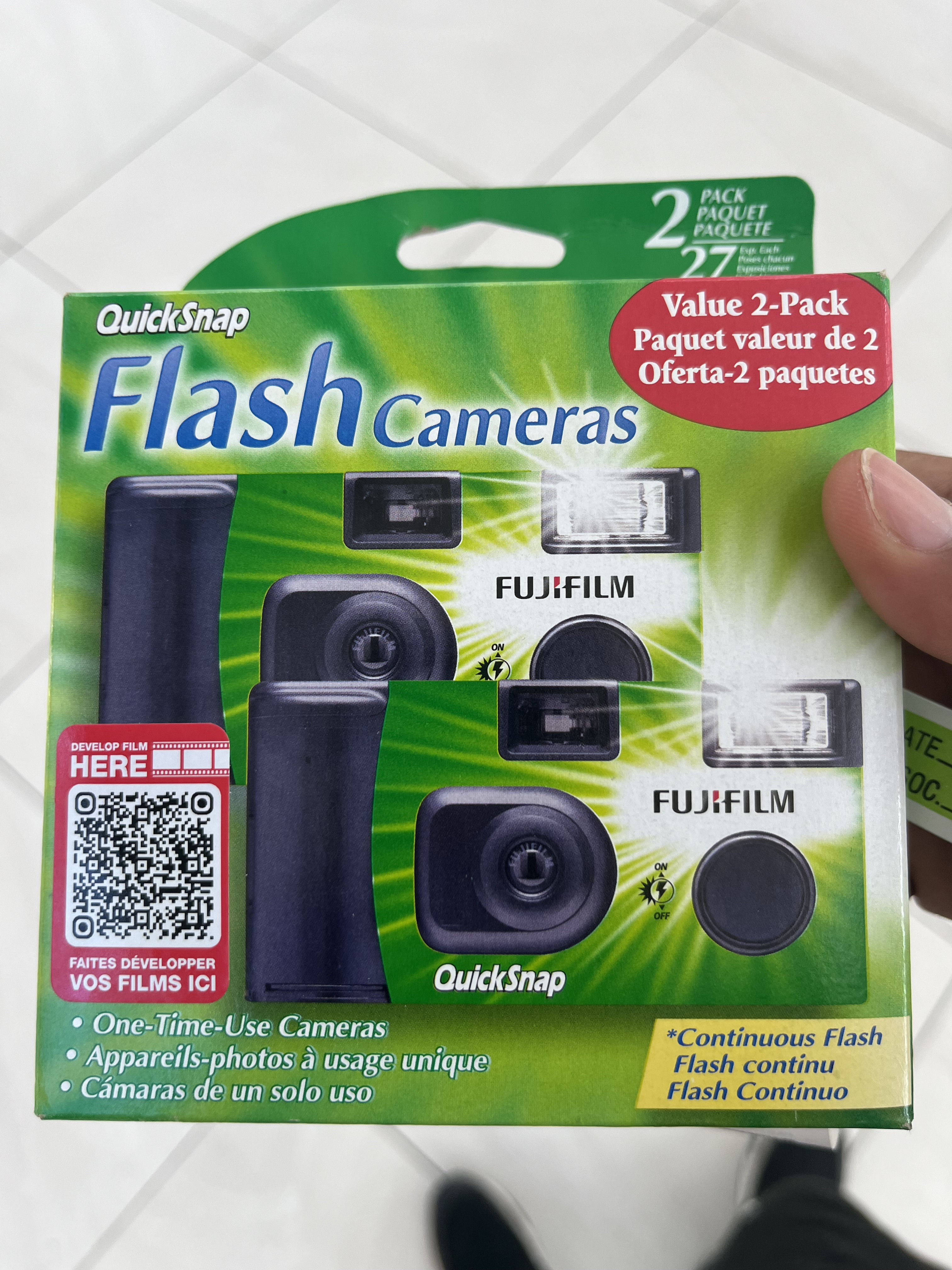
Un appareil photo jetable Fujifilm.

L'appareil photo prêt à photographier, également connu sous le nom d'appareil photo jetable, était un moyen populaire de prendre des photos à la fin des années 90 et dans les années 2000. En effet, cet appareil a été populaire en raison de son faible prix pendant sa période de popularité dans les années 90 et 2000. Sa popularité était également liée à sa facilité de transport et à la bonne qualité de l'image en fonction de la manière dont la photo était prise. 
Bien sûr, nous devons garder à l'esprit que lorsque cet appareil photo était au sommet de sa popularité, les téléphones cellulaires, qui permettent de prendre des photos directement, n'existaient pas encore. Pour continuer, les marques d'appareils photo jetables populaires que nous pouvons mentionner sont, par exemple, Fujifilm, qui est sorti en 1986, et Kodak, qui est sorti un an plus tard, en 1987. En effet, ces deux marques d'appareils photo jetables sont celles que les gens utilisent généralement lorsqu'ils veulent utiliser un appareil photo jetable. 
Par la suite, depuis que ces deux marques d'appareils photo jetables sont apparues, elles ont créé d'autres variantes d'appareils photo jetables pour les sports et les contextes sous-marins. Les appareils photo jetables ont connu un déclin vers le milieu des années 2000 en raison de l'apparition d'autres types d'appareils photo, tels que les appareils photo numériques, puis les téléphones portables. Mais à la fin des années 2010 et au début des années 2020, les appareils photo jetables ont connu un regain de popularité. En effet, avec l'inclusion des tendances des réseaux sociaux comme Instagram et Tiktok, ces appareils photo ont retrouvé une popularité due en partie à la nostalgie et en partie à une question d'esthétique pour l'apparence. Pour continuer, en faisant lien à une étude à l'image industrielle et le dispositif symbolique, le retour de cette popularité des appareils photo jetables est aussi une question de simulation d'image.

## Numérique

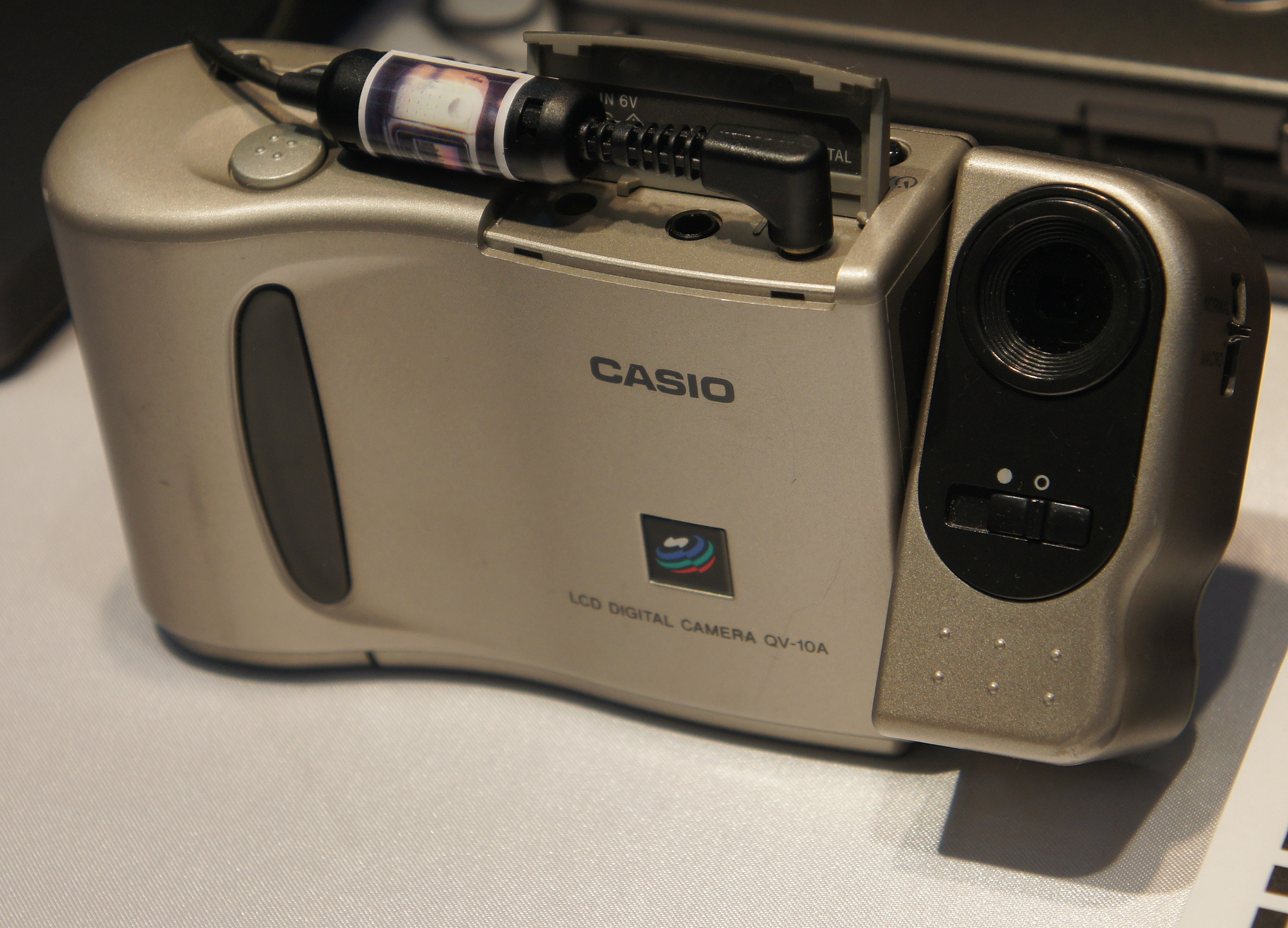
Le Casio QV10.

Le premier véritable appareil numérique compact destiné au grand public est le Casio QV10 sorti en 1995. L'explosion du marché des appareils numériques commence vers 1997-1998 et les compacts rencontrent un succès de plus en plus important au début du XXIe siècle. En 2006, le numérique s'impose face à l'argentique à la suite de l'abandon de ce secteur par plusieurs constructeurs.
Les compacts numériques vendus en 2013 possèdent un capteur de 10 à 20 millions de pixels. Le zoom optique a une puissance qui varie souvent de 5 à 20, allant jusqu'à 30. Il permet de se rapprocher du sujet sans perdre en qualité d'image contrairement au zoom numérique. Leur poids varie de 70 grammes (sans zoom optique) à 220 grammes (avec zoom optique x10) et les dimensions sont de l'ordre de 9 × 6 × 2 cm. Certains appareils disposent de fonctions annexes : Wi-Fi, écran tactile, lecture de musique et de vidéo, radio. D'autres appareils sont dotés de fonctions avancées (modes manuels, gestion du format RAW).

## Catégories

### Compact ludique

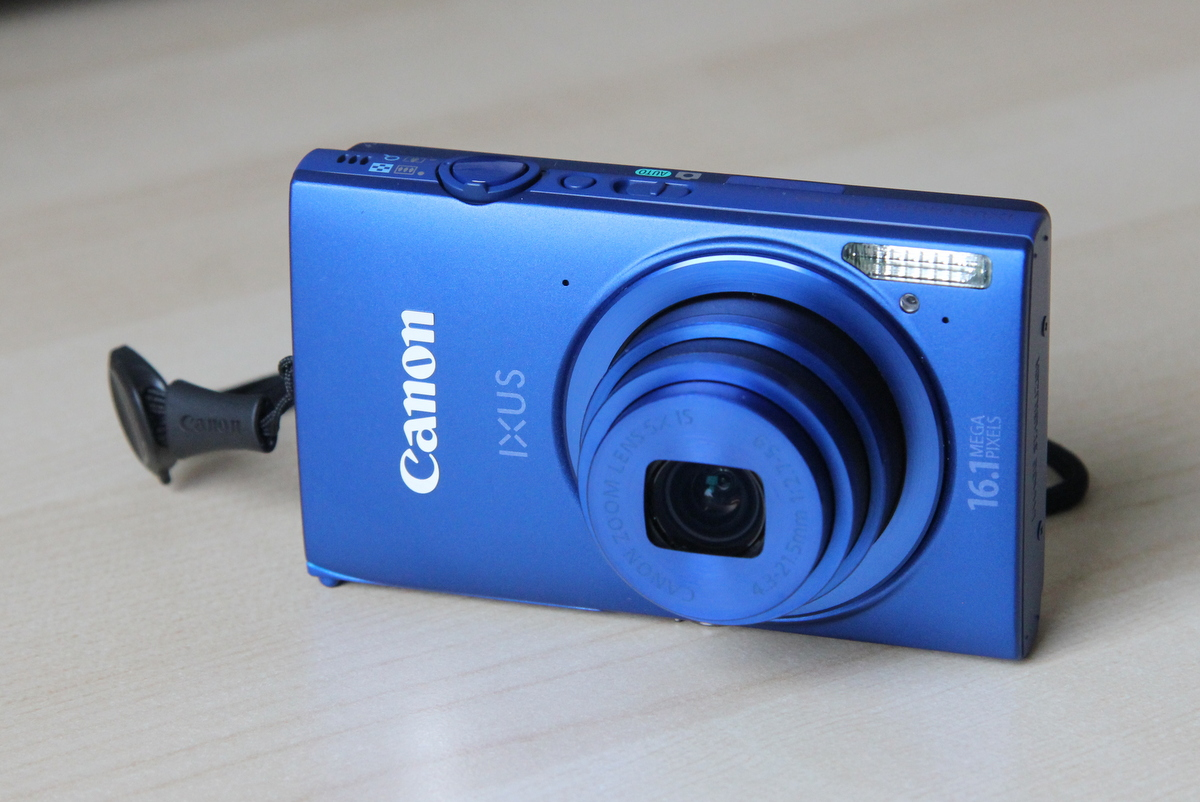
Le Canon ixus 240 HS, un compact ludique.

Cette catégorie de compact a été créée au début des années 2000. L'objectif est de créer des appareils très compacts et simples d'utilisation en mode automatique pour le grand public comme, notamment, la série des Casio Exilim. En 2013, cette catégorie possède toujours les mêmes caractéristiques, les appareils ont généralement un design élégant et sobre.
Ces appareils sont de plus en plus souvent équipés d'un capteur CMOS, généralement de 12 à 18 mégapixels. Leur zoom oscille entre le 5x et le 15x.
Ces compacts ont souvent une ergonomie simple avec de moins en moins de boutons, préférant utiliser des écrans tactiles comme les smartphones. Ils peuvent même être équipés d'un second écran pour prendre des autoportraits. Ils proposent des modes ludiques pour le traitement de l'image comme des filtres colorés.
Le marché est occupé par tous les constructeurs, car c'est une catégorie très populaire aussi bien en bas de gamme qu'en haut de gamme.
L'année 2012 voit l'apparition d'une nouvelle génération de compacts ludiques intégrant un système d'exploitation (Android OS) ouvert venu du monde de la téléphonie intelligente, avec les Nikon Coolpix S800c et Samsung Galaxy Camera présentés lors du salon technologique berlinois IFA. Ces appareils disposent notamment d'un GPS et d'un accès Wi-Fi.

### Compact étanche ou antichoc

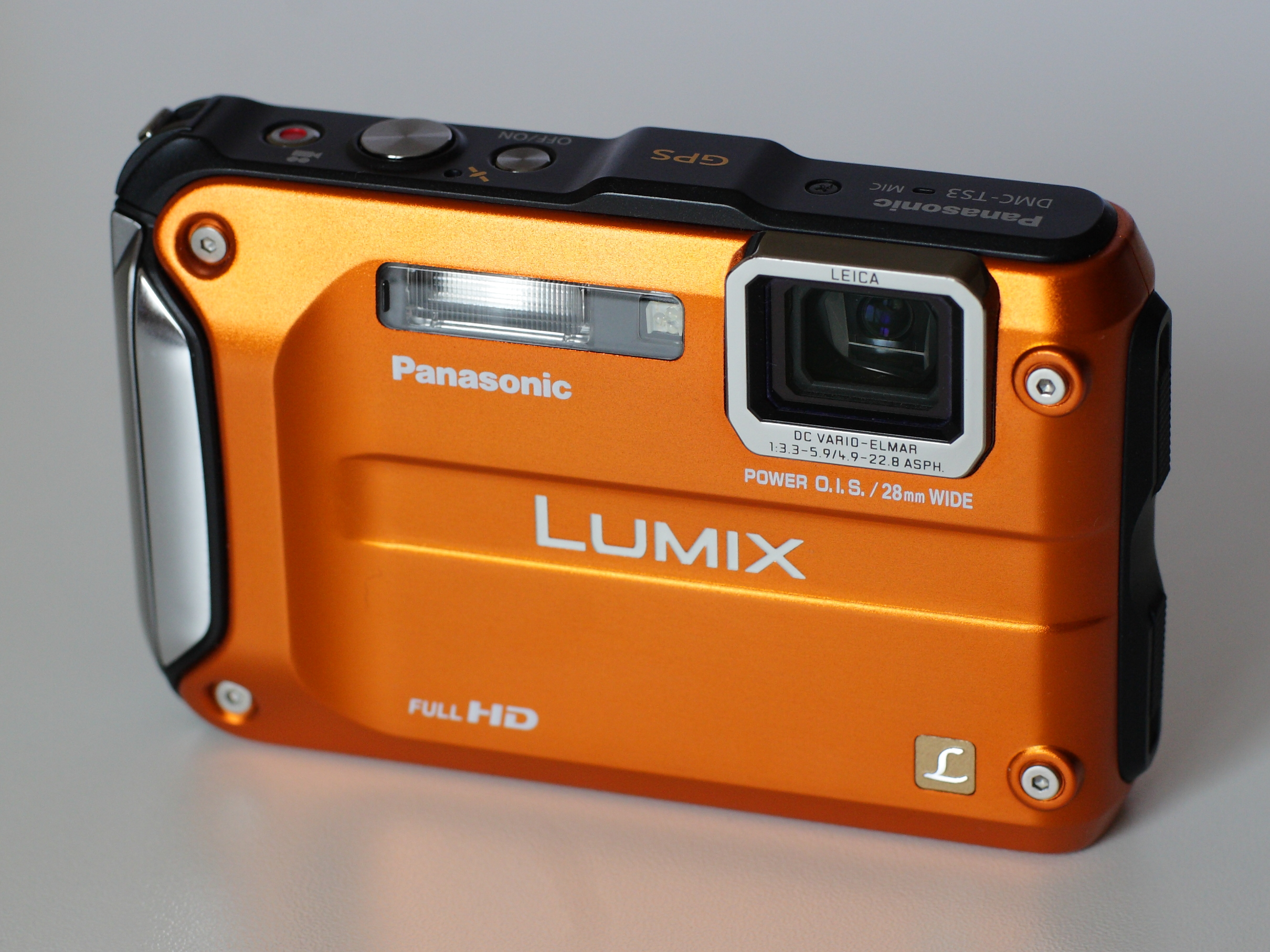
Le Panasonic Lumix TS3, un compact antichoc.

Cette catégorie de compacts est née en 2006 avec le Pentax Optio WPi, premier compact étanche. Elle ne se développera vraiment qu'à partir de 2009 avec l'arrivée de compacts généralisant la résistance aux chocs comme la série "Tough" d'Olympus ou le Panasonic Lumix FT1 ; ils seront alors nommés antichocs ou « baroudeur ».
En 2013, ces baroudeurs sont étanches à tout (sable, boue, eau, neige…) et peuvent être immergés parfois jusqu'à 12 mètres. Ils résistent aussi aux basses températures (−10 °C), aux chutes (1,5 mètre), et à l'écrasement (100 kg).
Ces appareils sont le plus souvent équipés d'un capteur CMOS, généralement de 12 à 18 mégapixels. Leur zoom varie aux alentours de 5×.
Ces compacts ont une ergonomie basée sur la solidité. L’électronique est protégée par une coque épaisse avec un design souvent agressif.

### Compact gros zoom

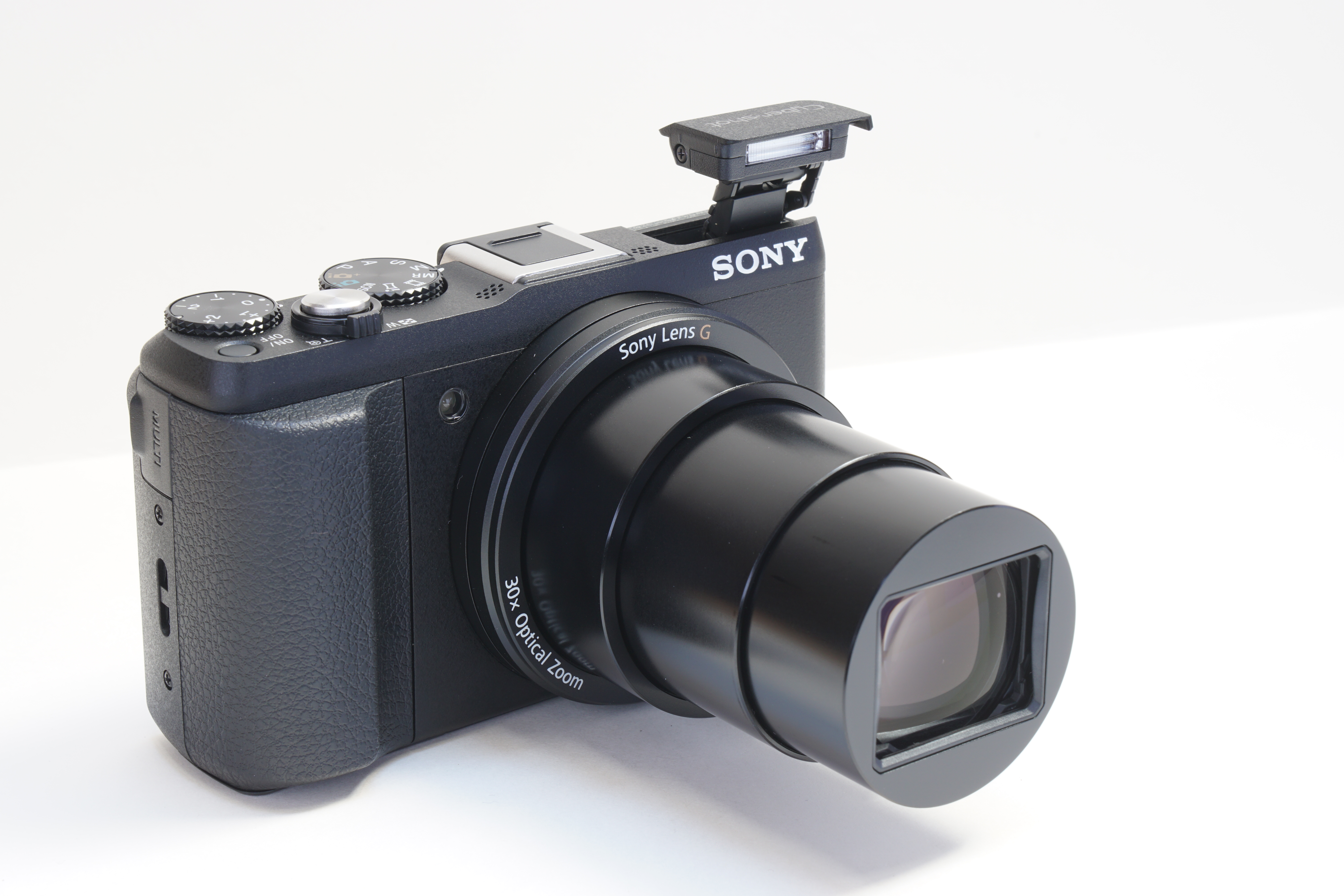
Le Sony Cyber-shot HX60, un compact gros zoom.

Cette catégorie est apparue en 2006 avec le Panasonic Lumix TZ1 qui était le premier compact équipé d'un zoom optique 10x. Le concept était d'équiper des appareils compacts d'optiques performantes allant du grand angle au téléobjectif. Il sera rapidement rejoint par la concurrence avant le début des années 2010.
En 2013, ces appareils poursuivent la même évolution. Ils sont généralement tous équipés d'un capteur CMOS de 14 à 20 mégapixels. Leur zoom oscille entre le 18× et le 30×.
Leur ergonomie est assez proche de celle des compacts ludiques, mais ils sont plus épais et ont davantage de boutons. Ils sont souvent équipés d'une molette pour choisir le mode adapté rapidement.
Comme pour les compacts ludiques, cette catégorie est assez populaire et la majorité des constructeurs est donc présente sur ce marché.

### Compact expert

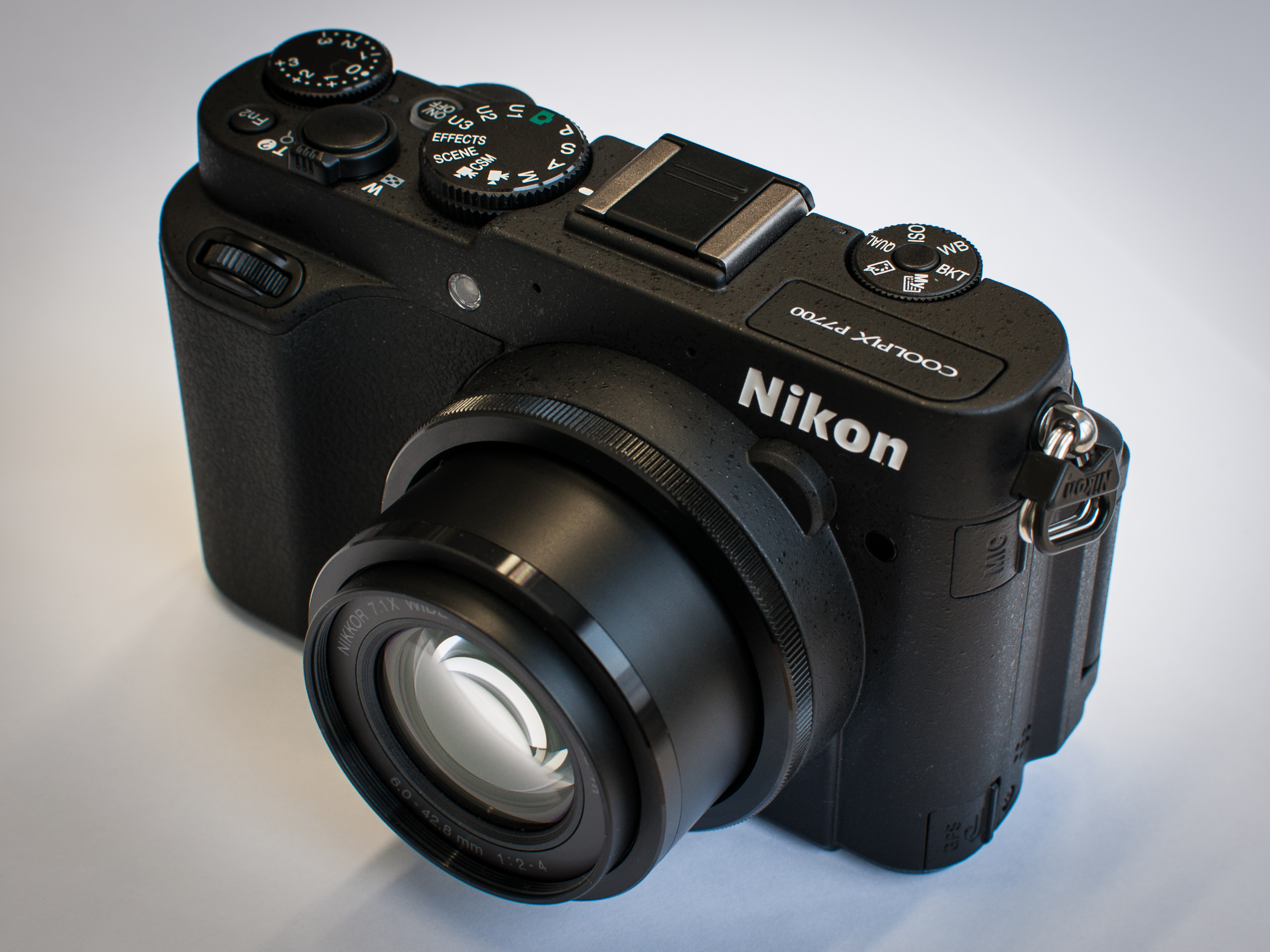
Le Nikon Coolpix P7700, un compact expert.

Cette catégorie est apparue en 2001 avec la sortie du Canon PowerShot G1. Il s'agit d'un compact s'inspirant de l'ergonomie d'un reflex. Mais ce n'est qu'avec l'arrivée d'un concurrent, le Nikon Coolpix P5000, en 2007, que le marché commence à vraiment se développer.
L'ergonomie des compacts experts est très proche des reflex et privilégie le réglage manuel par diverses commandes. Ainsi on trouve beaucoup de boutons et de molettes de réglages. Leur écran sont souvent montés sur rotule, ce qui est souvent utile pour les photos indirectes et les vidéos. Certains modèles sont les derniers APN compacts à utiliser une visée optique.
Depuis les débuts de la photo numérique grand public, les compacts experts « classiques » ne possédant pas de grand capteur cherchent à compenser ce handicap en utilisant un objectif lumineux. Ainsi un modèle commercialisé, en 2000, par Canon sous la référence PowerShot G1 et par d'autres marques sous des dénominations diverses disposait d'une optique ouverte à f/2. La mode en a passé mais elle revient périodiquement. Par exemple, le XZ-1 fabriqué par Olympus ou chez Panasonic la série des LX à partir du LX3 en 2008.
Ces appareils sont généralement équipés d'un capteur CMOS de 10 ou 12 mégapixels. Leur zoom oscille entre le 3× et le 7×, une grande amplitude n'étant pas possible si on ne veut pas sacrifier la luminosité.

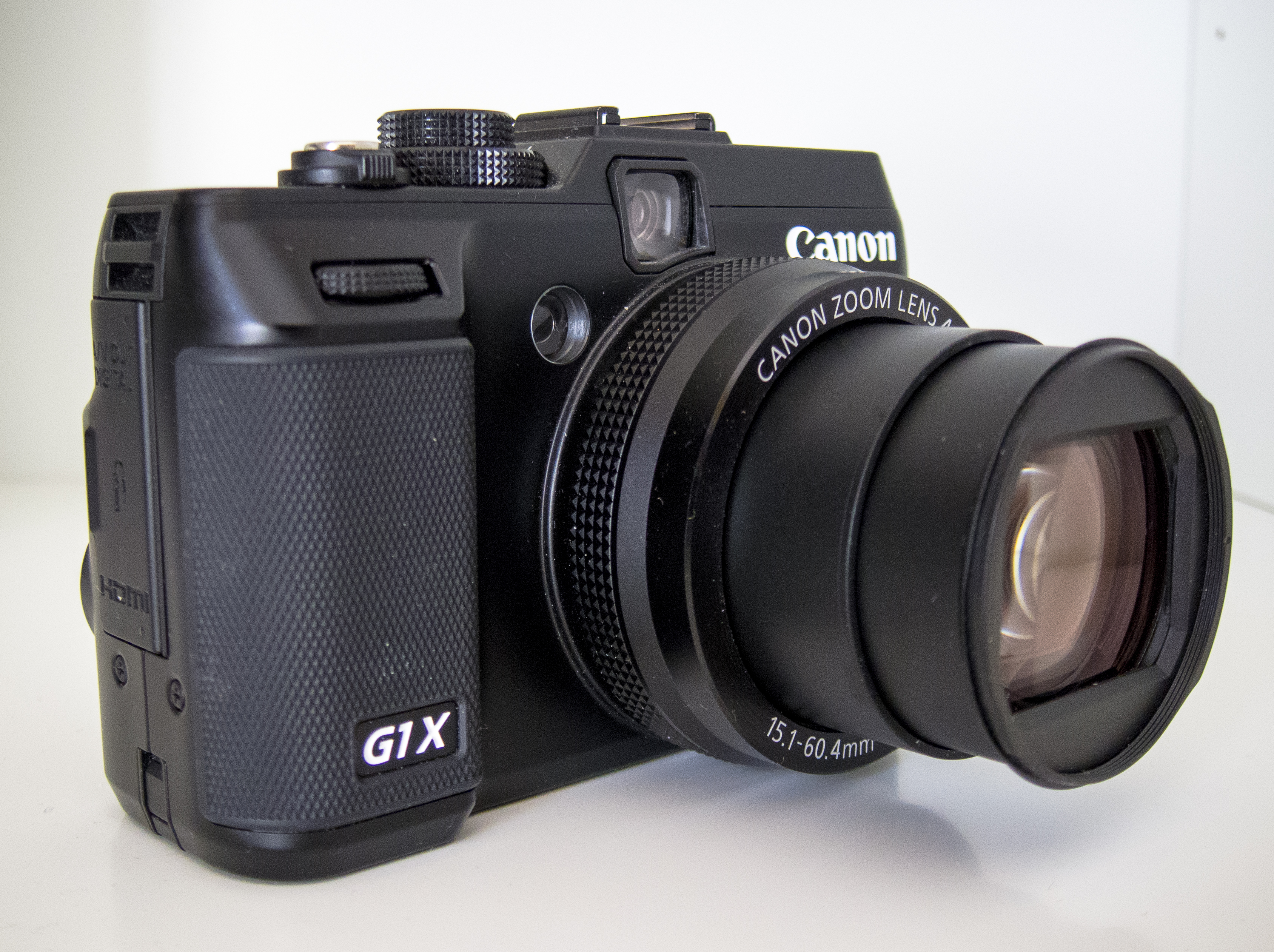
Le Canon PowerShot G1 X, un compact expert à grand capteur

Les compacts experts à grand capteur sont une variante récente des compacts experts, créée en 2011, par Fujifilm avec son X100 équipé d'un capteur CMOS au format APS-C. Il sera rejoint en 2012 par les Canon G1 X et Sony RX100 qui sont également équipés de capteurs CMOS de grande taille (1"),.
En septembre 2012, Sony présente le premier compact plein format, le RX1. En juin 2015, le Canon G3 X est le premier compact a cumuler une ergonomie d'expert, un capteur de 1" et un long zoom (25x, équivalent 24-600 mm).
La taille du capteur permet d'obtenir une qualité d'image supérieure en basse lumière comme pour les hybrides.
Ces appareils sont équipés d'un capteur CMOS de 12 à 20 mégapixels. Leur zoom approche le 5×.
La plupart des compacts experts (comme les Canon PowerShot série G et les Nikon Coolpix série P) peuvent accueillir des compléments optiques et autres filtres :

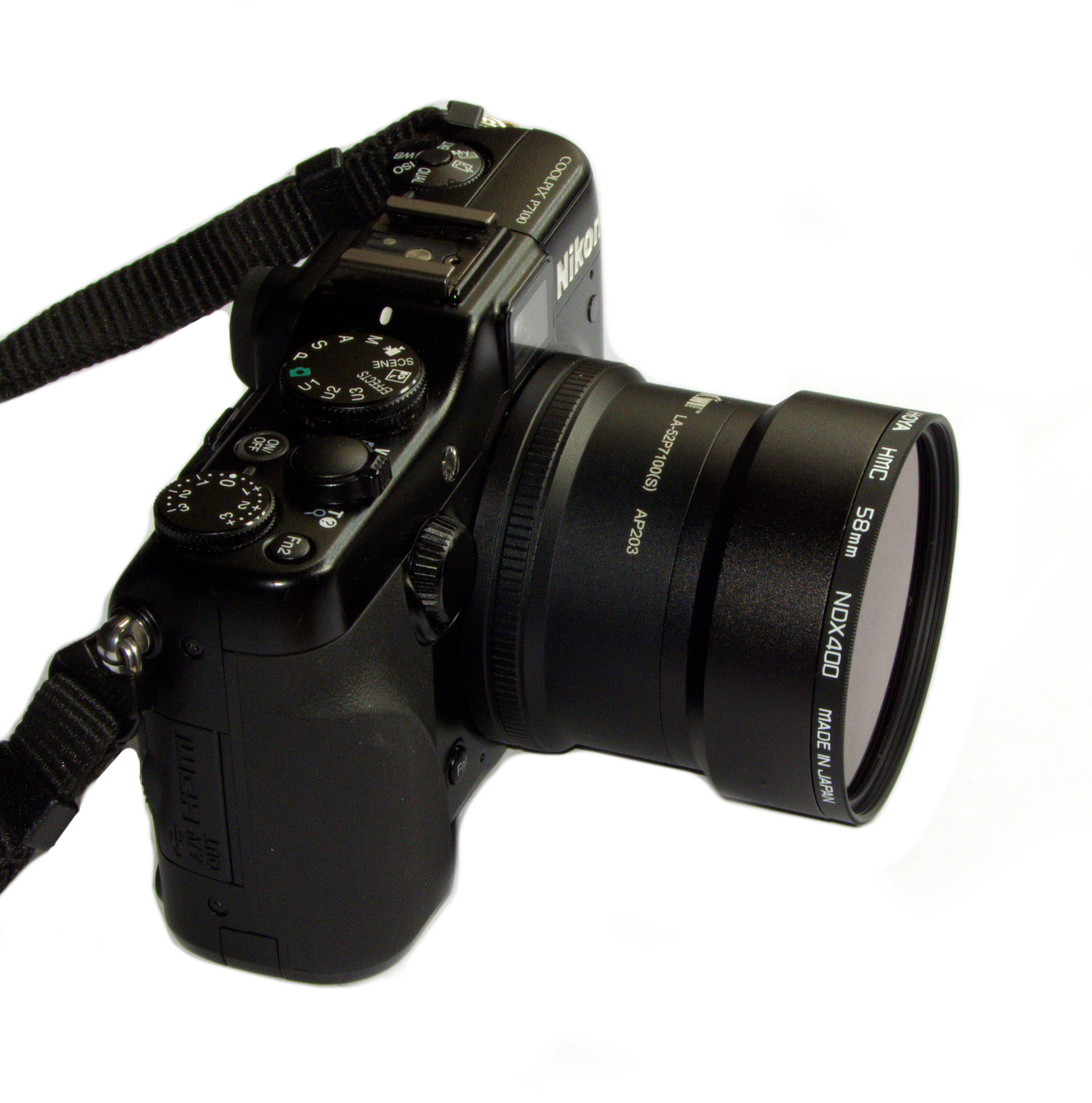
Nikon Coolpix P7100 équipé d'un filtre ND400.
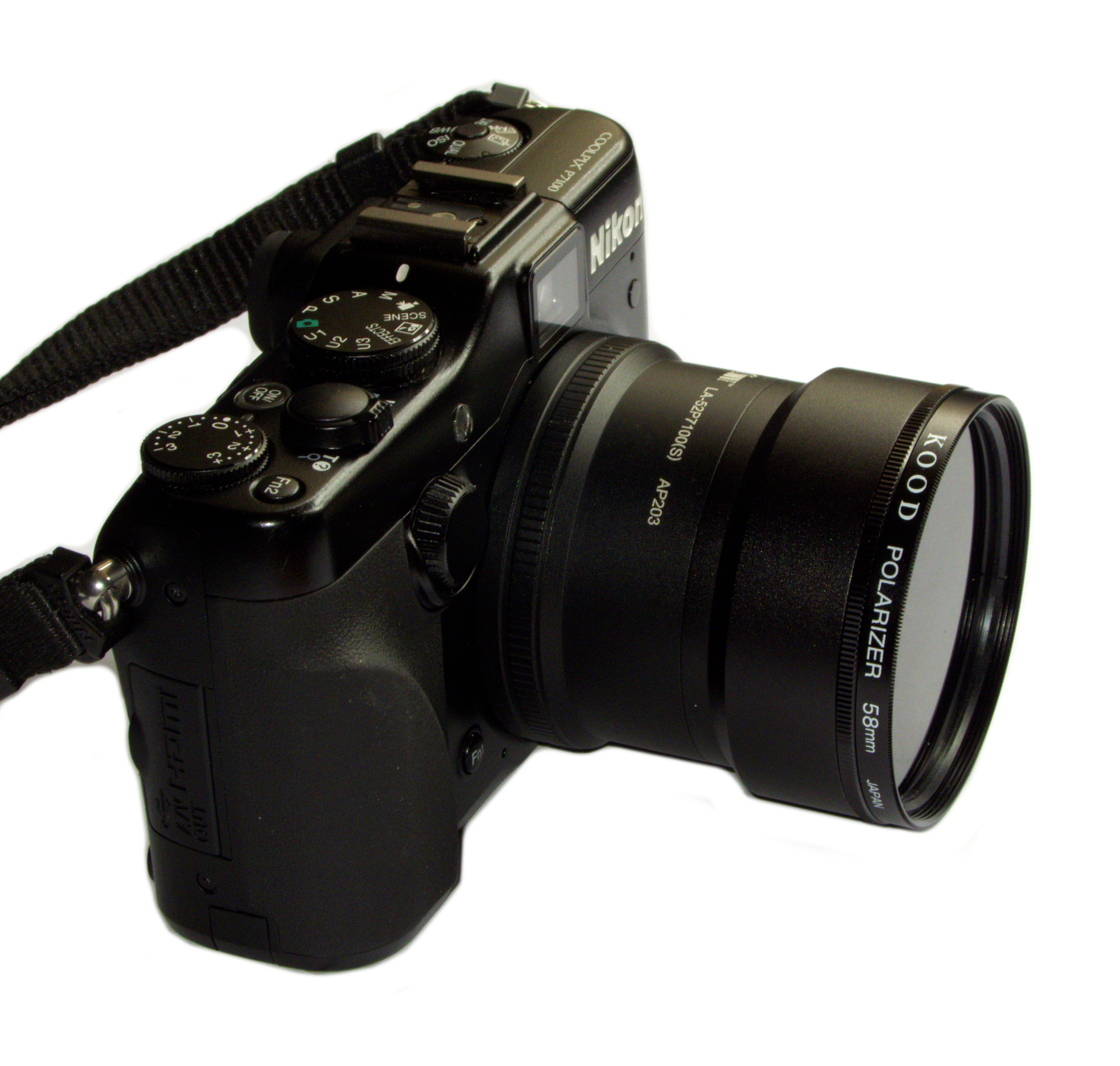
Nikon Coolpix P7100 équipé d'un filtre polarisant.
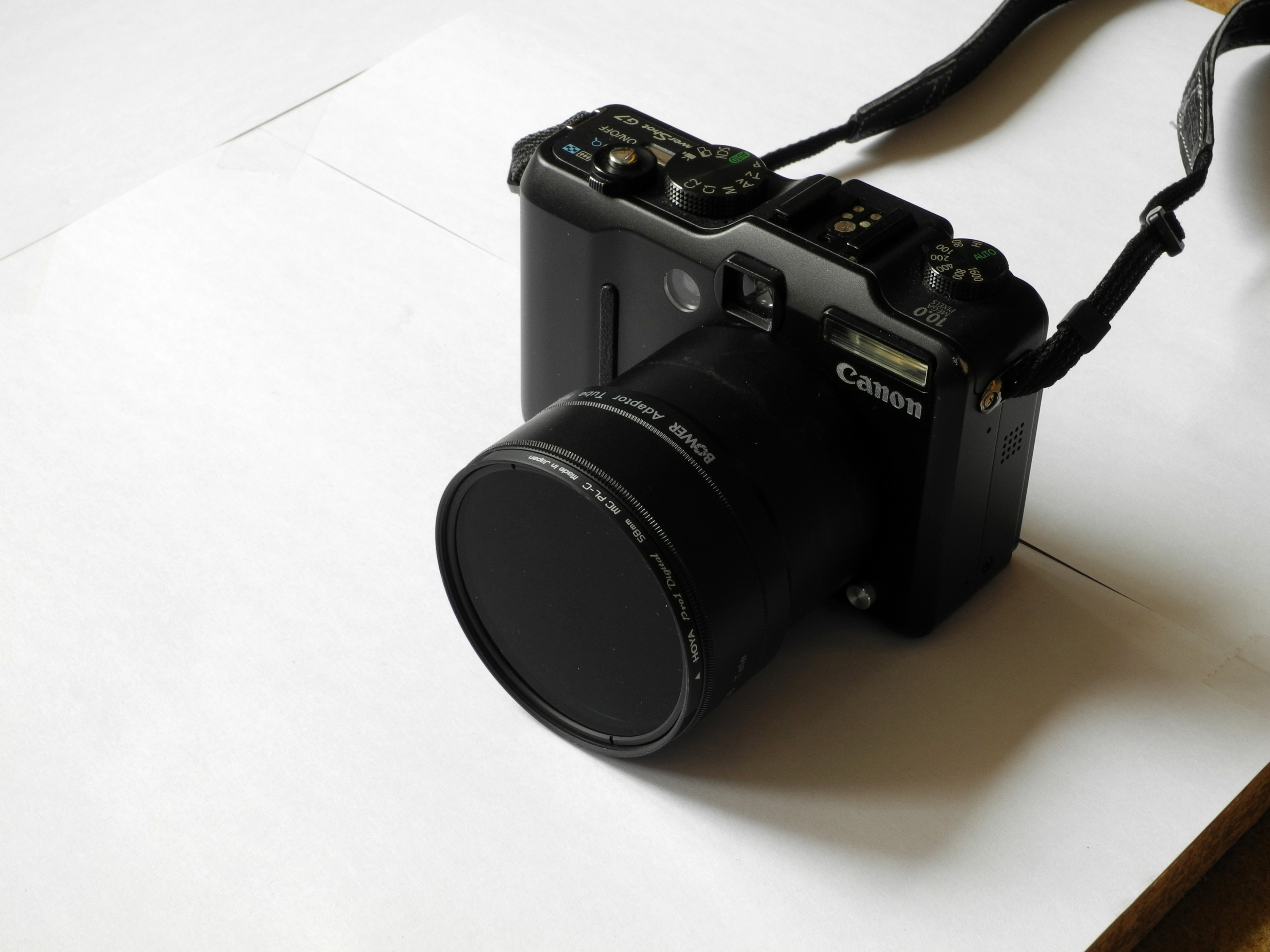
Canon PowerShot G7 équipé d'un filtre polarisant.
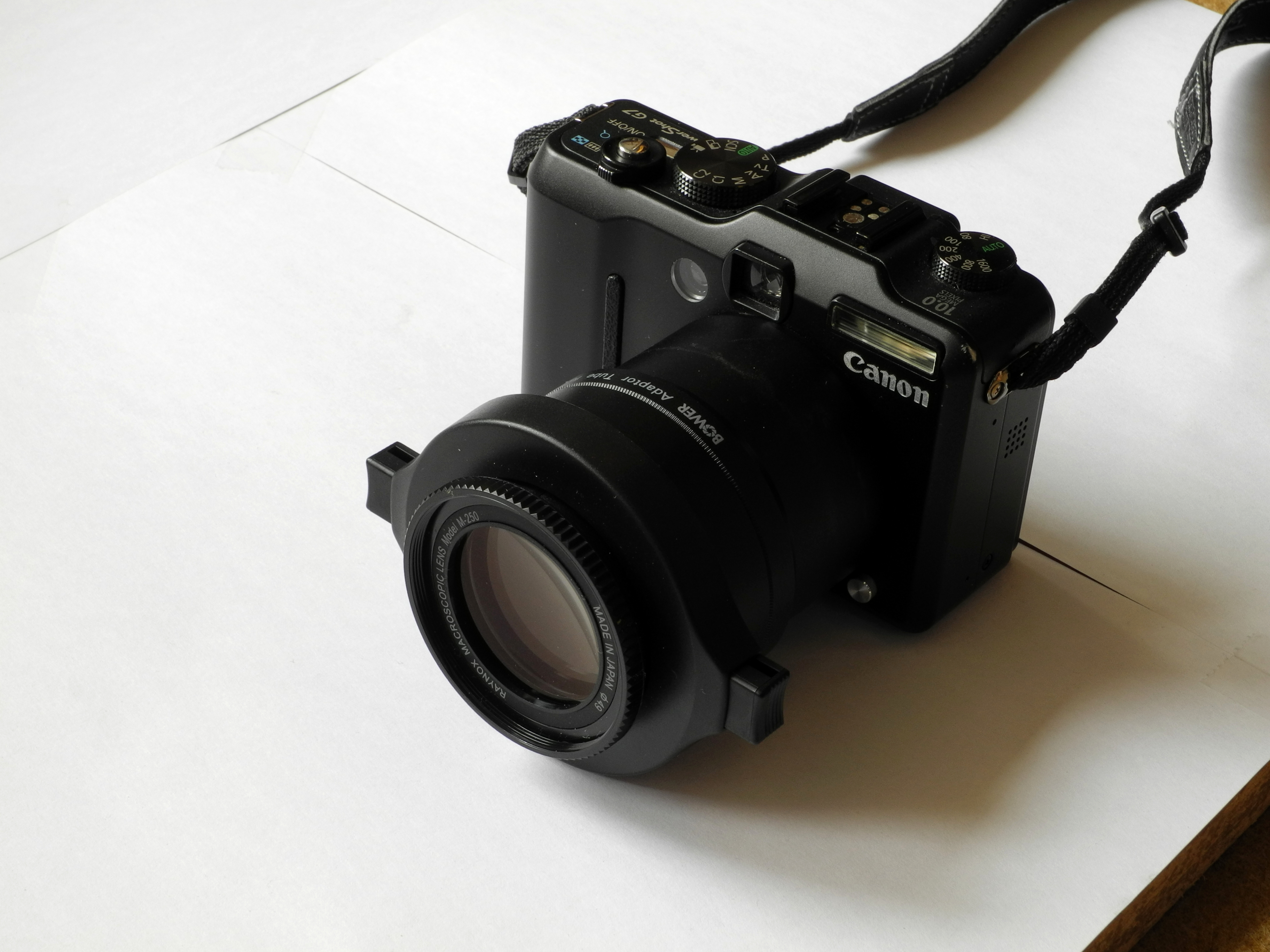
Canon PowerShot G7 équipé d'une bonnette macro Raynox DCR-250.
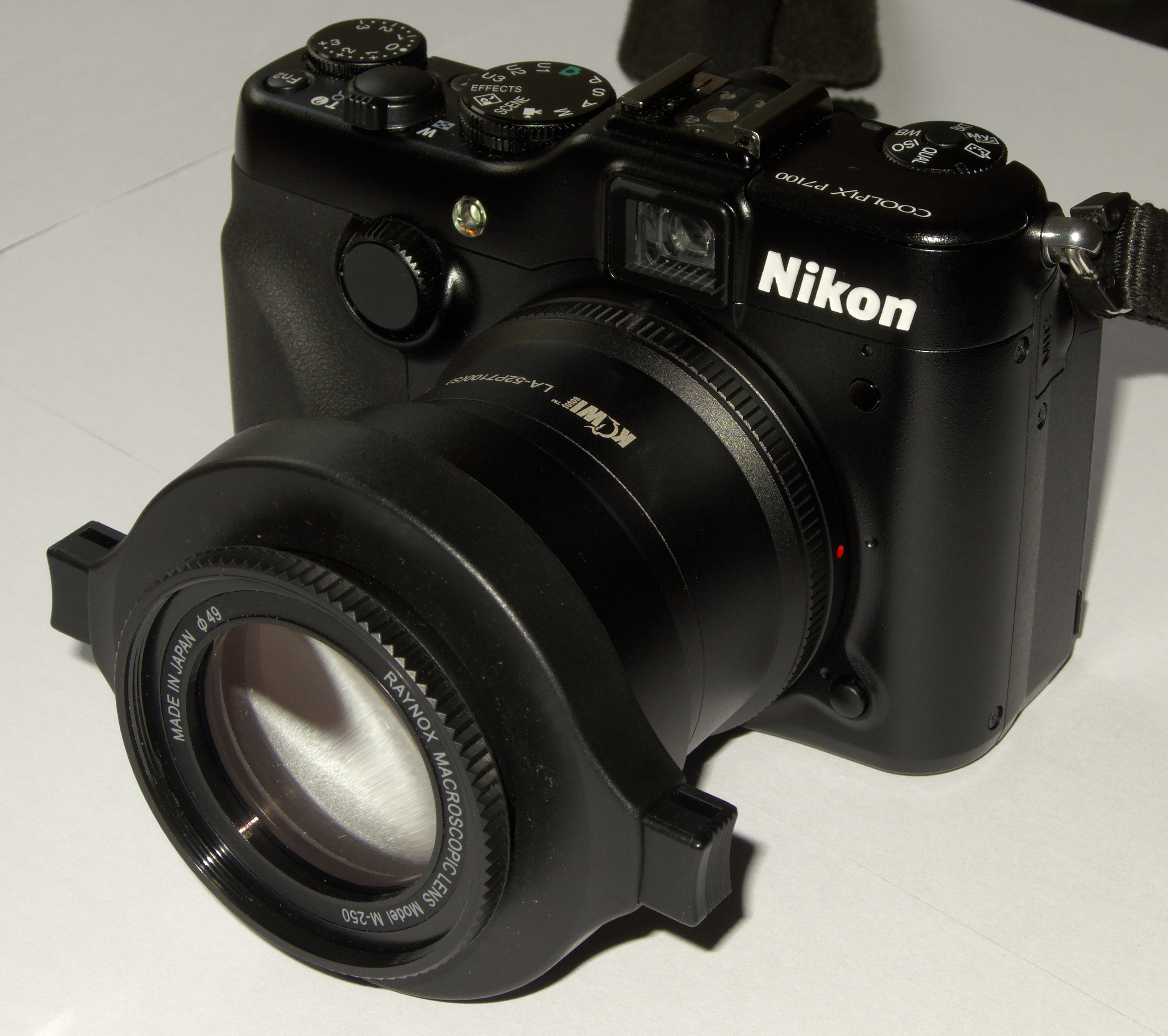
Nikon Coolpix P7100 équipé d'une bonnette macro Raynox DCR-250.

### Compact à objectifs interchangeables
Également appelé hybride, il s'agit d'une catégorie d'APN compact à part, utilisant des capteurs de grande taille (au maximum 24 × 36 mm) et des objectifs interchangeables.

## Qualités et limites du compact
Mise à part la catégorie, des compacts « à grand capteur », tous les compacts sont équipés de capteurs de taille réduite, surtout par comparaison avec la référence que constituent les reflex. Ce choix présente à la fois des avantages et des inconvénients mais il fait avant tout du compact un appareil photographique grand public, peu adapté aux usages exigeants et présentant des limites incontournables.
Les compacts numériques ont longtemps été handicapés par un évident manque de réactivité. Leur mise en service demandait plusieurs secondes et, plus gênant encore, leur système autofocus pouvait hésiter longuement avant de faire la mise au point. Une lenteur générale souvent confondue par les utilisateurs avec un délai au déclenchement empêchant fréquemment de réaliser de bonnes photos de sujets en mouvement (enfants, animaux, sport, etc.). Sans offrir la réactivité d'un reflex, les compacts ont gommé l'essentiel de ces défauts depuis quelques années et sont devenus à la fois plus performants et plus agréables à utiliser[réf. nécessaire].

### Capteur et focales

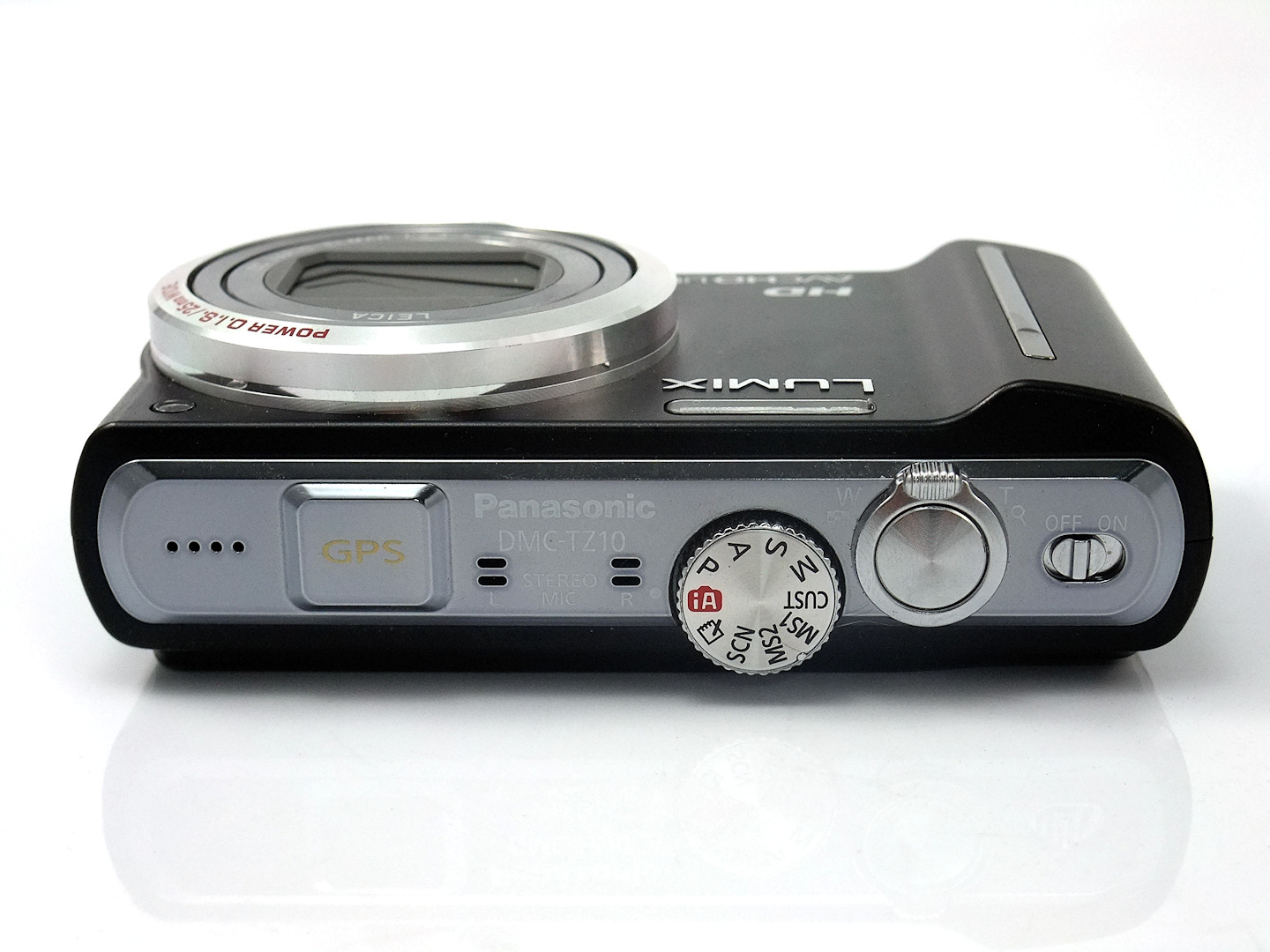
Grâce à un petit capteur on peut réaliser un zoom puissant peu encombrant.

Les capteurs utilisés par les compacts ont (à quelques rares exception près) une diagonale d'image inférieure à 10 mm. Il est donc possible de réaliser des optiques très compactes et même des zooms extrêmement puissants puisque les focales nécessaires resteront limitées tout en fournissant, grâce à un facteur de conversion élevé (supérieur à 5), des focales équivalentes importantes. Les constructeurs ont eu plus de difficulté à proposer des focales très courtes permettant d'obtenir un grand angle. Longtemps les compacts n'ont offert qu'un équivalent à 35 mm comme focale la plus courte mais le problème a été résolu et un consensus s'est établi autour d'une focale grand angle équivalente à 28 mm, parfois un peu moins (25 ou 24 mm). Le compact peut ainsi offrir un zoom capable d'aller jusqu'à 20× environ sous un encombrement réduit. L'équivalent qui s'en rapproche le plus chez les reflex serait un boîtier Nikon DX (capteur APS-C) associé à un zoom 18-300 mm (équivalent 28-450 mm) et le prix, le poids et l'encombrement ne sont plus du même ordre. Le problème serait identique avec toute réalisation utilisant un grand capteur : un petit capteur a des avantages évidents pour un usage grand public. Du moins pour ceux qui souhaitent jouer avec une large gamme de focales[réf. nécessaire].
L'autre caractéristique apportée par un petit capteur, vue comme un avantage mais aussi comme un inconvénient suivant les goûts de chacun, est la grande profondeur de champ liée à l'emploi de focales très courtes. Un compact utilisé en position grand angle donne une image nette de quelques dizaines de centimètres à l'infini. Il est donc possible sans difficulté d'avoir une image avec un avant-plan, un sujet principal et un arrière-plan nets. En revanche, côté inconvénient, il devient difficile d'isoler un sujet net avec un arrière-plan flou comme cela se pratique souvent, pour le portrait par exemple[réf. nécessaire].

### Capteur et bruit
Du fait de ses dimensions, et plus précisément des dimensions de ses photosites, un petit capteur présente un niveau de bruit relativement élevé et une sensibilité nominale assez faible. Si le bruit reste le plus souvent très acceptable et même invisible dans des conditions d'examen normales des photos réalisées, il augmente progressivement lorsqu'on fait appel à des sensibilités ISO élevées, au point de devenir assez rapidement insupportable. Les constructeurs luttent contre le bruit avec un traitement logiciel qui en élimine la plus grande partie mais souvent au détriment de la qualité d'image qui perd ses détails et peut sembler artificielle. Même si les progrès des capteurs permettent désormais d'utiliser des sensibilités assez élevées (800 à 1600 ISO) avec des résultats très acceptables, les compacts ne peuvent se comparer aux modèles utilisant des capteurs beaucoup plus grands qui offrent logiquement des performances très supérieures[réf. nécessaire].

### Pixels et diffraction

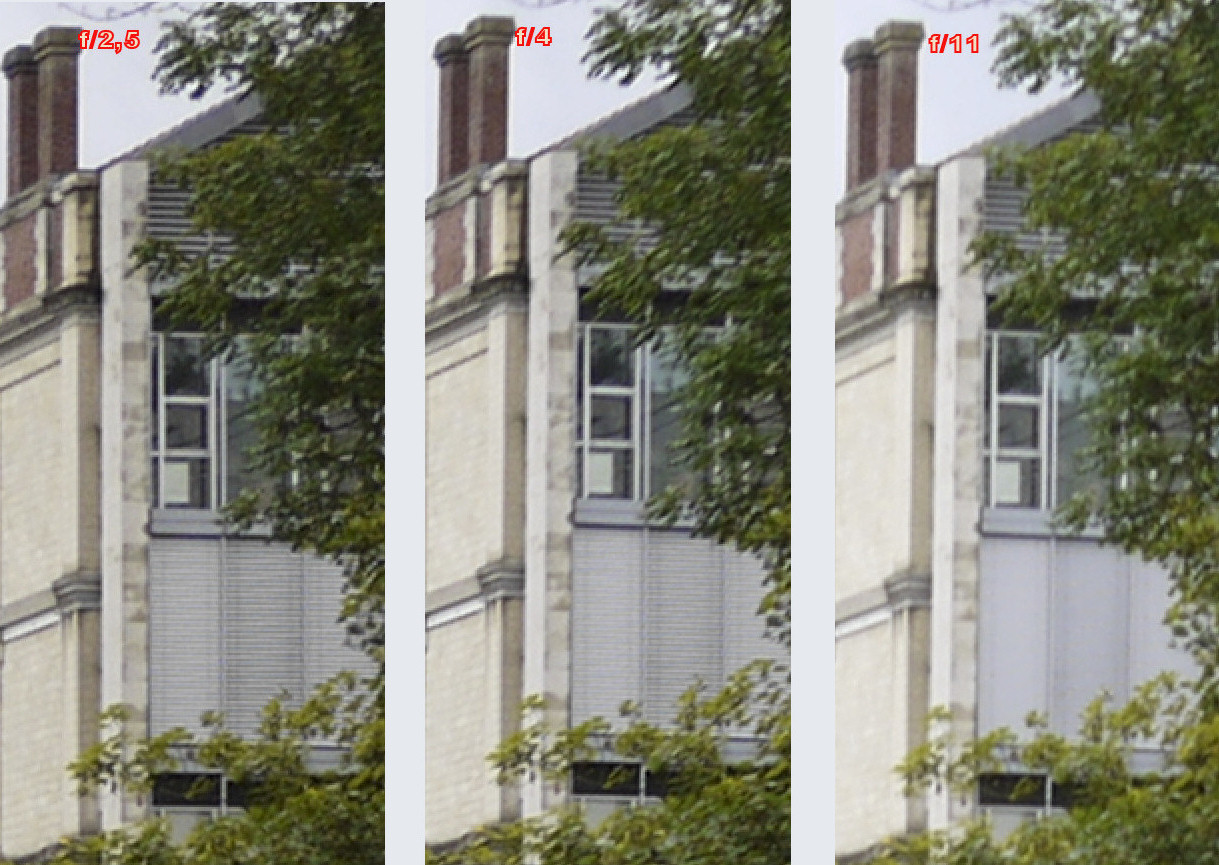
Effet de la diffraction avec un compact numérique 12 mégapixels : la fermeture du diaphragme entraîne la disparition des détails les plus fins de l'image.

Parmi les limites sur lesquelles on bute inévitablement avec un compact, il y a la diffraction qui limite la résolution réelle de l'image, quel que soit le nombre de pixels (ou plutôt de photosites) que comporte le capteur. Ce problème existe avec tous les appareils photographiques mais jusqu'à une taille de capteur de l'ordre de l'APS-C, il n'est pas vraiment gênant. Il en va tout autrement avec les compacts puisque, à partir de douze mégapixels environ, le diamètre de la tache d'Airy et la taille des photosites se rejoignent et il devient difficile voire impossible d'exploiter la résolution du capteur. En pratique, une grande ouverture (de l'ordre de 2,8 dans ce cas) devient indispensable pour ne pas perdre en résolution.
Pour cette raison, les compacts visant une résolution élevée n'utilisent pas de diaphragme mais un filtre gris neutre qui se met en service lorsque la luminosité est trop forte. Ainsi, l'objectif travaille toujours à pleine ouverture et procure la résolution maximale. Certains compacts « experts » disposent à la fois d'un filtre gris neutre et d'un diaphragme car, pour certaines prise de vue (par exemple, la photo rapprochée et la macro), il est préférable de sacrifier de la résolution à une plus grande profondeur de champ[réf. nécessaire].

## Parts de marché
En novembre 2011, les compacts représentaient 44 % du marché des APN, en baisse de 52 % par rapport à 2010, tandis que les appareils photo de smartphones occupent 27 % des parts de marché en 2011, en hausse de 17 %. Les ventes unitaires totales de tous les types de compacts ont diminué de 17 % par an, mais ont augmenté de 16 % pour les compacts gros-zoom.
Au début de 2012, tous les grands constructeurs ont au moins un modèle grand zoom optique (autour de 20×) et la plupart d'entre eux sont fournis avec une connexion Wi-Fi et un GPS.
En 2013, le marché des appareils photographiques numériques est touché par une baisse des ventes au niveau mondial avec un recul de 40 %. Malgré cette importante chute des ventes, les reflex et les hybrides ont une part de marché croissante (elle passe de 16 à 21 % pour les reflex et de 4 à 5 % pour les hybrides) et une faible diminution des volumes de ventes, au contraire des compacts et des bridges, dont la part de marché passe de 80 à 74 %.
En 2014, le volume de vente des compacts est en baisse de 27 %.
En 2022, le marché des appareils photographiques numériques connait une légère croissance pour la première fois en hausse après une décennie de chute, les appareils photo hybrides sont la seule catégorie d'appareils photo à progresser, que ce soit en nombre d'exemplaire ou en valeur monétaire. La diffusion des smartphones au cours de la décennie précédente a transformé le marché des appareils photos en marché de niche avec moins de ventes mais plus de valeur par produit. Les reflex sont progressivement délaissés par les constructeurs au profit des hybrides qui représentent près de 70 % des ventes d'appareils à objectifs interchangeables et même 86 % en valeur. Les ventes d'hybride connaissent ainsi une croissance de 31 % tandis que celles des reflex chutent de 17 %. Ce phénomène est particulièrement marqué dans les pays asiatiques, là où sont basés les principaux fabricants. L'Amérique et particulièrement l'Europe sont encore propices à la vente de reflex. Les appareils photo compacts et bridges voient également leurs ventes diminuer, encore maintenues par les modèles dits « experts »,.